# 1128 Astrid
1128 Astrid är en asteroid i huvudbältet som upptäcktes den 10 mars 1929 av den belgiske astronomen Eugène Joseph Delporte. Dess preliminära beteckning var 1929 EB. Den fick senare namn efter Belgiens drottning, Astrid av Sverige.
Den tillhör och har givit namn åt asteroidgruppen Astrid.
Astrids senaste periheliepassage skedde den 11 februari 2019.[Uppdatering behövs] Dess rotationstid har beräknats till 10,23 timmar.